# Красноказарменный проезд
Красноказа́рменный прое́зд (название с 20 сентября 1955 года) — проезд в Юго-Восточном административном округе города Москвы на территории района Лефортово.

## История
Проезд получил своё название 20 сентября 1955 года по примыканию к новой части удлиненной Красноказарменной улицы, в свою очередь названной по первоначальному цвету стен казарм, занимавших здания служб бывшего Екатерининского дворца и выстроенных из красного кирпича. Упоминаемый в дореволюционных изданиях Красноказарменный проезд, проходивший в этом же районе, ныне не существует.

## Расположение
Красноказарменный проезд проходит от Красноказарменной улицы на юго-запад до проезда Завода Серп и Молот. На проезде организовано одностороннее движение от Красноказарменной улицы к проезду Завода Серп и Молот.

## Транспорт

### Автобус
По проезду проходят автобусные маршруты (от Красноказарменной улицы до проезда Завода Серп и Молот):
- 730: Гаражная улица —  Семёновская —  Авиамоторная —  Площадь Ильича/ Римская
- 859: Карачарово — Платформа Андроновка —  Авиамоторная — Центр обслуживания населения
- 987:  Авиамоторная — Платформа Серп и Молот

### Метро
- Станция метро «Авиамоторная» Калининской линии и станция «Авиамоторная» Большой кольцевой линии — юго-восточнее проезда, на пересечении Авиамоторной улицы и шоссе Энтузиастов.

### Железнодорожный транспорт
Железнодорожная платформа  Авиамоторная.